# MVP de la Temporada de la Liga Nacional de Básquet
El premio MVP de la Temporada de la LNB es un galardón anual otorgado en la Liga Nacional de Básquet de Argentina desde 1987 al mejor jugador de la temporada regular.
En total 24 jugadores fueron elegidos como mejor jugador. Héctor Campana y Leonardo Gutiérrez son los más galardonados con cuatro ocasiones cada uno.

## Ganadores

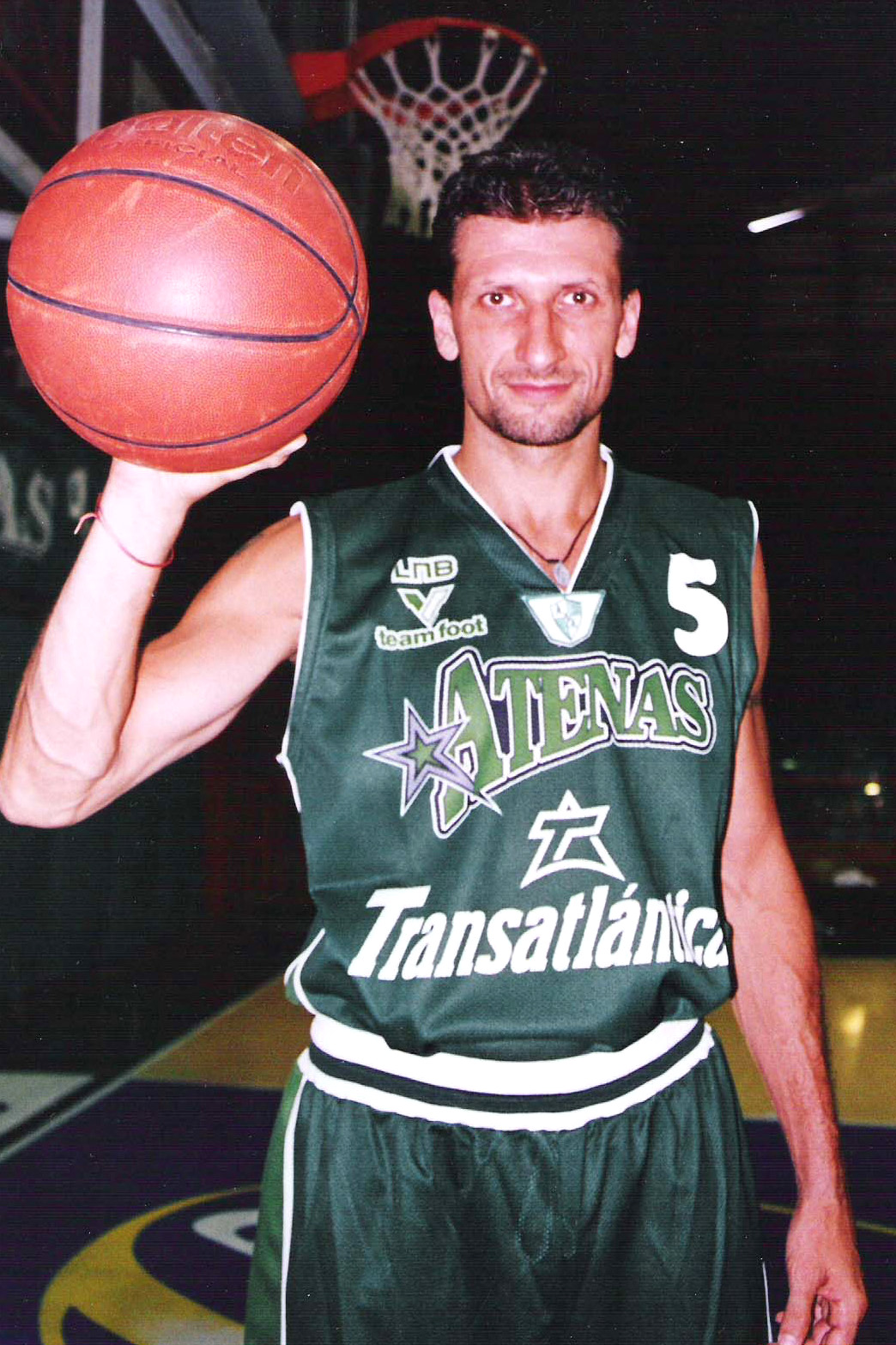
Héctor Campana, elegido como MVP en cuatro ocasiones.

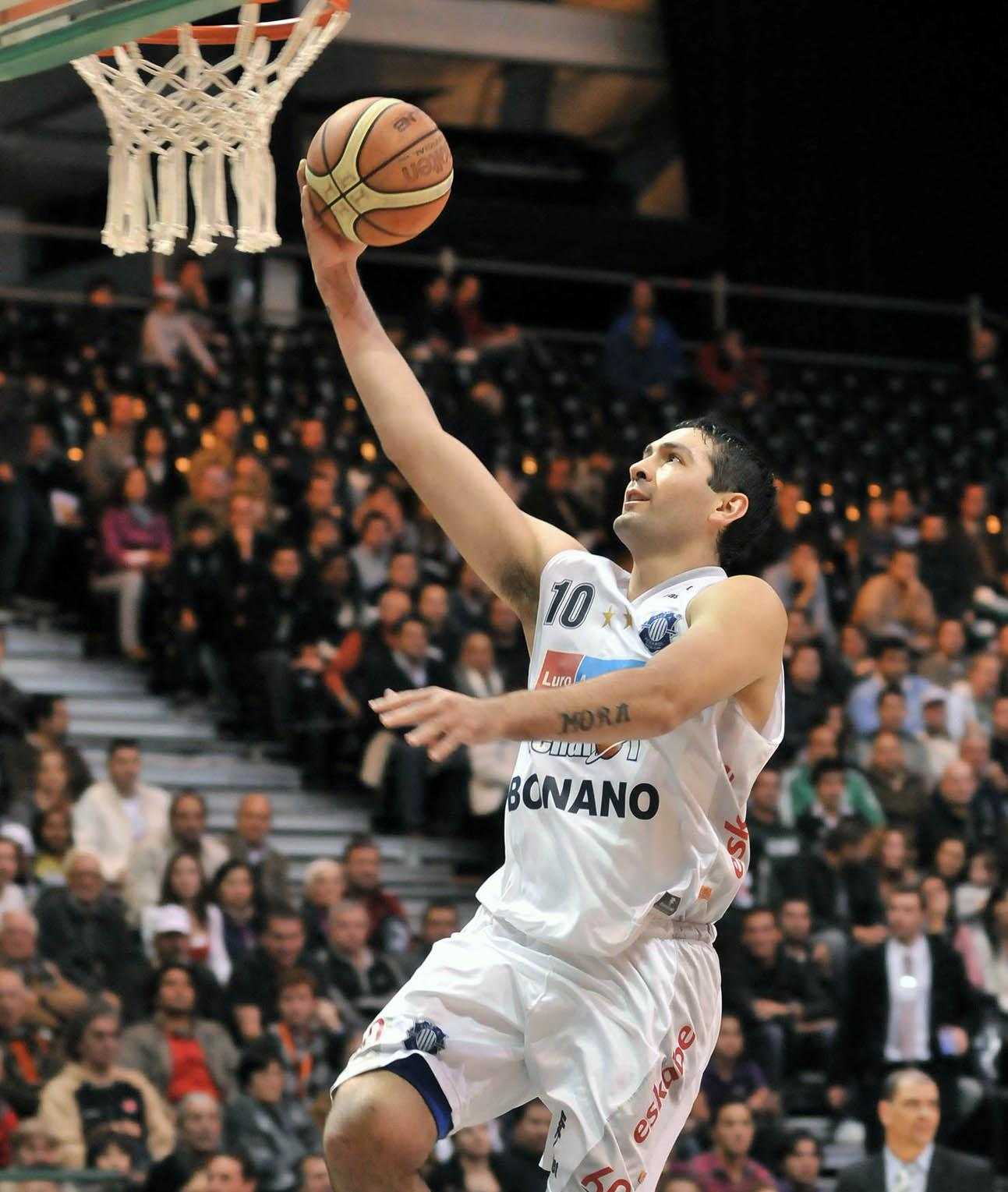
Leonardo Gutiérrez, MVP con tres clubes.

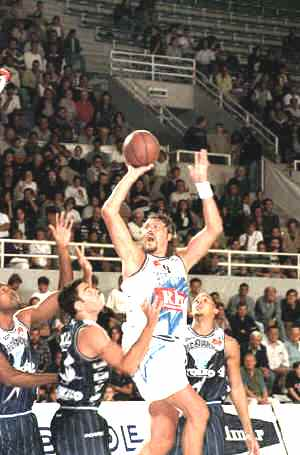
Hernán Montenegro, jugador más valioso de la temporada 1994-1995.

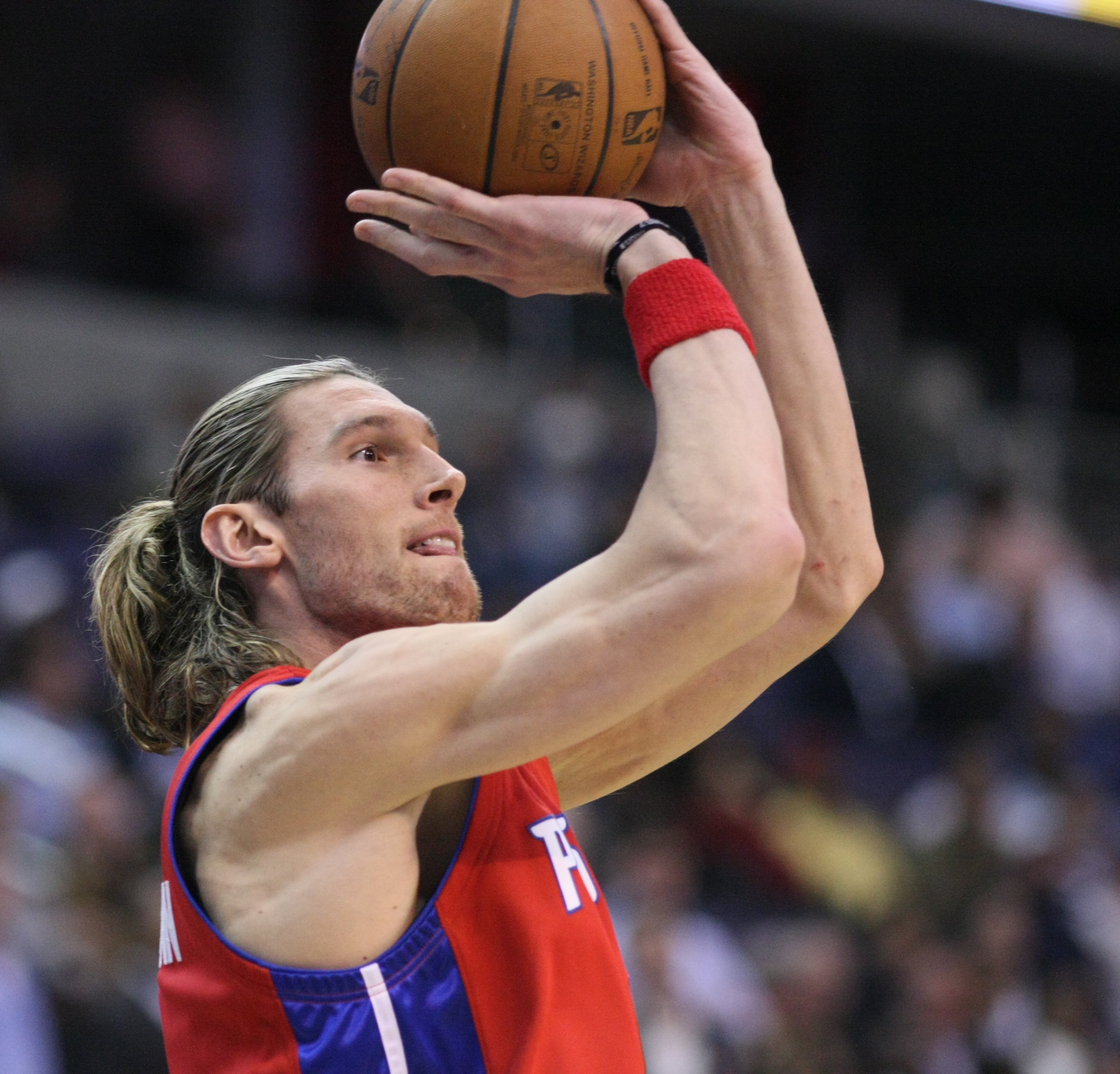
Walter Herrmann, ex-NBA dos veces reconocido como MVP.

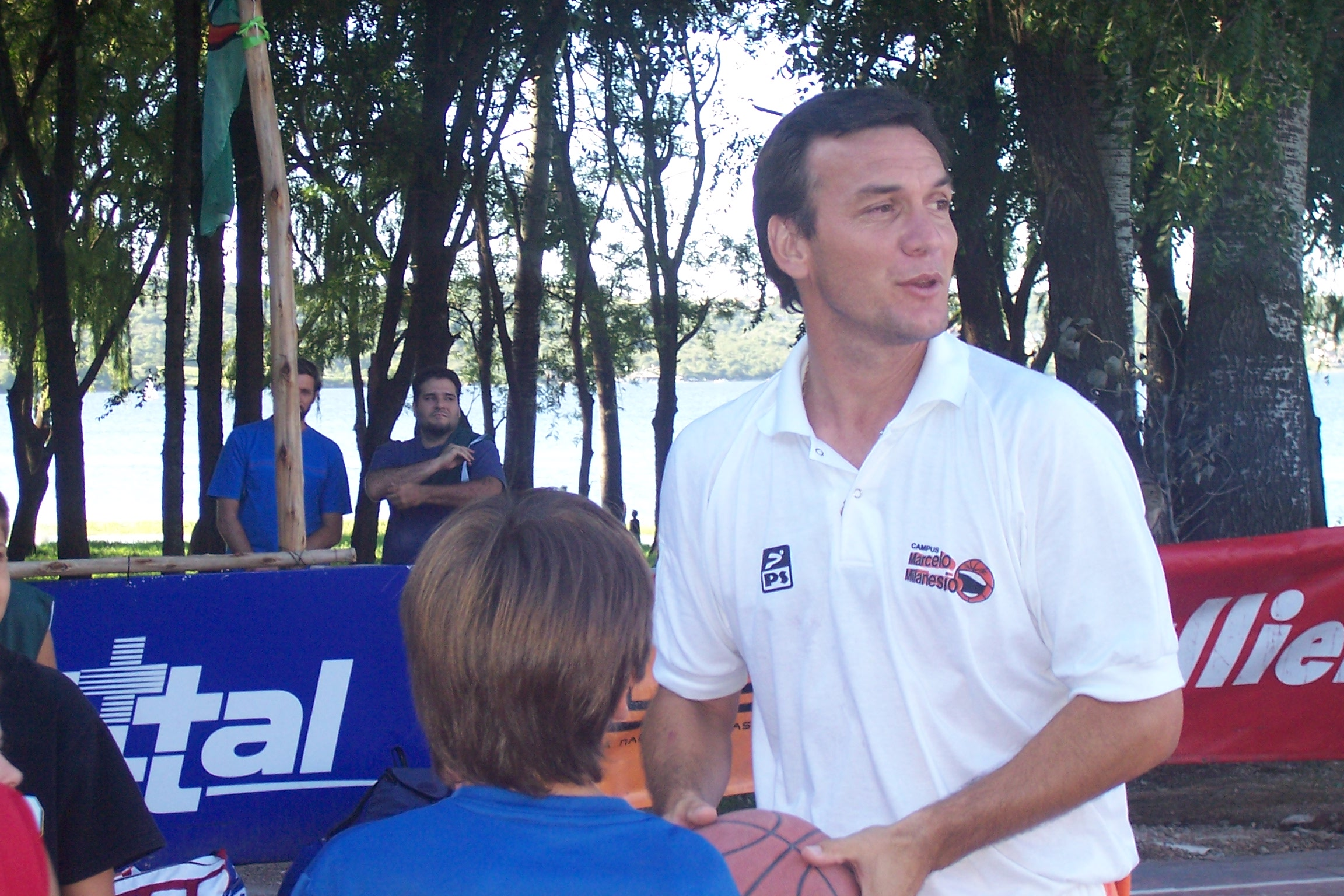
Marcelo Milanesio, elegido MVP en dos oportunidades.

| ^           | Denota jugador en activo en la LNB                                            |
| Jugador (#) | Denota el número de veces que el jugador ha obtenido el premio                |
| Equipo (#)  | Denota el número de veces que un jugador de este equipo ha obtenido el premio |

| Temporada | Jugador                  | Pos.         | Equipo                                             |
| --------- | ------------------------ | ------------ | -------------------------------------------------- |
| 1987      | Germán Filloy            | Alero        | Atenas (1)                                         |
| 1989      | Héctor Campana (1)       | Escolta      | River Plate (1)                                    |
| 1990      | Héctor Campana (2)       | Escolta      | River Plate (2)                                    |
| 1990-91   | Héctor Campana (3)       | Escolta      | Gimnasia y Esgrima Pedernera Unidos (1)            |
| 1991-92   | Marcelo Milanesio (1)    | Base         | Atenas (2)                                         |
| 1992-93   | Juan Espil               | Escolta      | Gimnasia y Esgrima Pedernera Unidos (2)            |
| 1993-94   | Marcelo Milanesio (2)    | Base         | Atenas (3)                                         |
| 1994-95   | Hernán Montenegro        | Pívot        | Gimnasia y Esgrima (Comodoro Rivadavia) (3)        |
| 1995-96   | Jorge Racca (1)          | Alero        | Olimpia Basketball Club (1)                        |
| 1996-97   | Jorge Racca (2)          | Alero        | Olimpia Basketball Club (2)                        |
| 1997-98   | Fabricio Oberto          | Pívot        | Atenas (4)                                         |
| 1998-99   | Héctor Campana (4)       | Escolta      | Atenas (5)                                         |
| 1999-00   | Rubén Wolkowyski         | Pívot        | Estudiantes de Olavarría                           |
| 2000-01   | Walter Herrmann (1)      | Alero        | Atenas (6)                                         |
| 2001-02   | Daniel Farabello         | Base/Escolta | Quilmes de Mar del Plata                           |
| 2002-03   | Bruno Lábaque            | Base         | Atenas (7)                                         |
| 2003-04   | Roberto López            | Pívot        | Gimnasia y Esgrima (LP) (4)                        |
| 2004-05   | Leonardo Gutiérrez (1)   | Ala Pívot    | Ben Hur (1)                                        |
| 2005-06   | Leonardo Gutiérrez (2)   | Ala Pívot    | Ben Hur (2)                                        |
| 2006-07   | Gabriel Mikulas          | Ala Pívot    | Peñarol (1)                                        |
| 2007-08   | Leonardo Gutiérrez (3)   | Ala Pívot    | Boca Juniors (1)                                   |
| 2008-09   | David Jackson            | Escolta      | Peñarol (2)                                        |
| 2009-10   | Leonardo Gutiérrez (4)   | Ala Pívot    | Peñarol (3)                                        |
| 2010-11   | Juan Pedro Gutiérrez (1) | Pívot        | Obras Sanitarias (1)                               |
| 2011-12   | Juan Pedro Gutiérrez (2) | Pívot        | Obras Sanitarias (2)                               |
| 2012-13   | Paolo Quinteros          | Escolta      | Club de Regatas Corrientes                         |
| 2013-14   | Walter Herrmann (2)      | Alero        | Atenas (8)                                         |
| 2014-15   | Gustavo Nicolás Aguirre  | Base         | Quimsa (1)                                         |
| 2015-16   | Justin Williams          | Pívot        | Club Ciclista Olímpico                             |
| 2016-17   | Dar Tucker               | Escolta      | Estudiantes Concordia                              |
| 2017-18   | Gabriel Deck             | Alero        | San Lorenzo (1)                                    |
| 2018-19   | Marcos Mata              | Alero        | San Lorenzo (2)                                    |
| 2019-20   | No definido              |              | Torneo suspendido debido a la pandemia de COVID-19 |
| 2020-21   | Fernando Zurbriggen      | Base         | Obras Sanitarias (3)                               |
| 2021-22   | Eric Anderson Jr         | Pívot        | Quimsa (2)                                         |
| 2022-23   | Yoanki Mensia            | Ala Pívot    | Gimnasia y Esgrima (Comodoro Rivadavia) (5)        |
| 2023-24   | Brandon Robinson         | Alero        | Quimsa (3)                                         |
| 2024-25   | José Vildoza             | Base         | Boca Juniors (2)                                   |

## Historial
* En negrita, los jugadores activos.
| No. | Jugador              |
| --- | -------------------- |
| 4   | Héctor Campana       |
| 4   | Leonardo Gutiérrez   |
| 2   | Marcelo Milanesio    |
| 2   | Jorge Racca          |
| 2   | Juan Pedro Gutiérrez |
| 2   | Walter Herrmann      |

| No. | Equipo        |
| --- | ------------- |
| 8   | Atenas        |
| 5   | Gimnasia (CR) |
| 3   | Peñarol       |
| 3   | Obras         |
| 3   | Quimsa        |
| 2   | San Lorenzo   |
| 2   | River Plate   |
| 2   | G.E.P.U.      |
| 2   | Olimpia       |
| 2   | Ben Hur       |
| 2   | Boca Juniors  |